# Улица Вјекослава Ковача
| Улица Вјекослава Ковача | Улица Вјекослава Ковача  |
| ----------------------- | ------------------------ |
|                         |                          |
| Општина                 | Звездара                 |
| Почетак                 | Булевар краља Александра |
| Крај                    | Дескашева улица          |
| Дужина                  | 250 m                    |
| Ширина                  | 10 m                     |
|                         |                          |
|                         |                          |

Улица Вјекослава Ковача налази се на територији општине Звездара у Београду. Протеже се правцем од Цветкове пијаце до Дескашеве улице и паралелна је са Булеваром краља Александра према југу и са Улицом Милана Ракића према северу. У њој се налази Спортски центар "Олимп".

## Име улице
Улица је добила име по припаднику радничког покрета, механичару Вјекославу Ковачу (Опатија, 1908 - Обреновац, 1941). Пре Другог светског рада је радио у фабрикама "Микрон" и "Нестор" и у Индустрији авиона у Раковици. Више пута је био хапшен и осуђиван од Суда за заштиту државе. Покренуо је штрајк аеронаутичара из 1940. године. Специјална полиција га је ухапсила у јуну 1941. године, и одвела у логор на Бањици. Стрељан је у Скели код Обреновца са првом групом стрeљаних комуниста.
Улица носи овај назив од 1951. године.

## Улицом Вјекослава Ковача
Осим Спортског центра „Олимп”, у овој улици се налази и неколико солитера (укупно шест зграда), који су грађени крајем 50-их и почетком 60-их. Један од њих сматра се најстаријим солитером у главном граду.